# NGC 482
NGC 482 is een spiraalvormig sterrenstelsel in het sterrenbeeld Phoenix. Het hemelobject ligt ongeveer 277 miljoen lichtjaar van de Aarde verwijderd en werd op 23 oktober 1835 ontdekt door de Britse astronoom John Herschel.

## Synoniemen
- PGC 4823
- ESO 296-13
- MCG -7-3-17
- AM 0118-411